# Real Colegiata Basilica de San Isidoro
De Real Colegiata Basilica de San Isidoro is een romaanse rooms-katholieke basiliek in León.
Het is een van de meest opvallende architecturale ensembles in romaanse stijl in Spanje, vanwege de geschiedenis, architectuur, beeldhouwkunst en de weelderige romaanse voorwerpen die bewaard zijn gebleven. Het heeft de bijzonderheid dat het een koninklijk pantheon heeft aan de voet van de kerk, met romaanse muurschilderingen en originele kapitelen, waardoor het een uniek stuk romaanse wereld van die tijd is. Het complex werd gebouwd en uitgebreid in de elfde en twaalfde eeuw.
Oorspronkelijk was het een klooster gewijd aan San Pelayo, hoewel wordt aangenomen dat er vroeger een Romeinse tempel op de fundamenten stond. Na de overbrenging van de stoffelijke resten van de heilige Isidorus van Sevilla naar León, werden deze in deze kerk bewaard. 
De lichamen van Alfons IV van León, Ramiro II, Ordoño III, Ordoño IV, Sancho I, Ramiro III, Bermudo II, Alfons V, Bermudo III, Ferdinand I en koningin Sancha van León liggen in het koninklijk pantheon. Ook het lichaam van prinses Urraca van Zamora werd in het pantheon voor de kerk bijgezet.
Sinds 9 februari 1910 is het een beschermd erfgoedmonument conform het statuut van Bien de Interés Cultural.
In 1942 werd de basiliek ook verheven tot basilica minor door paus Pius XII.
- Biblioteca Nacional de España: XX142748
- Bibliothèque nationale de France: cb101603999 (data)
- Catàleg d'autoritats de noms i títols de Catalunya: 981058509123906706
- Gemeinsame Normdatei: 4366218-3
- International Standard Name Identifier: 0000 0001 2169 9592
- Library of Congress Control Number: n80131838
- Nationale Bibliotheek van Tsjechië: ko20231177607
- Nationale Bibliotheek van Israël: 987007605685505171
- LIBRIS: 314814
- Système universitaire de documentation: 086285742
- Virtual International Authority File: 293889723